# Tadeusz Żychiewicz
Tadeusz Żychiewicz ps. Iblis, Tomasz Zych, Jan Żmuda, ojciec Malachiasz (ur. 12 stycznia 1922 w Bratkowicach, zm. 11 listopada 1994 w Krakowie) – polski dziennikarz, pisarz i redaktor „Tygodnika Powszechnego”, kapral podchorąży Armii Krajowej, ojciec Martyny Jakubowicz.

## Życiorys
Urodził się w Bratkowicach na Podkarpaciu w rodzinie Mariana Żychniewicza, nauczyciela języków niemieckiego i ukraińskiego, następnie inspektora szkolnego, i Antoniny z d. Bieniarz, pochodzącej z rodu ormiańskiego spod Kamieńca Podolskiego, 12 stycznia 1922 roku. Kształcił w Żółkwi i we Lwowie, gdzie po wkroczeniu Armii Czerwonej w 1939 roku pracował jako gazeciarz oraz robotnik. Już pod okupacją niemiecką skończył w 1941 Szkołę Techniczną we Lwowie.
Od 1942 zaprzysiężony jako członek Armii Krajowej, ukończył szkołę podchorążych. Jako kapral podchorąży przydzielony do batalionu AK na Dolnym Łyczakowie (Rejon II Barwinek). Jako autor satyrycznych wierszy publikował pod ps. Iblis w konspiracyjnym dwutygodniku „Słowo Polskie” wydawanym przez Stronnictwo Narodowe. Uczestnik walk o Lwów w Akcji „Burza”. W końcu 1944 opuścił miasto.
Po wojnie nadal zakonspirowany przebywał kolejno pod Krakowem, we Wrocławiu i Gliwicach. Objęty amnestią w 1947, od 1949 studiował historię sztuki na Uniwersytecie Jagiellońskim. W 1952 został młodszym asystentem w Zakładzie Historii Sztuki UJ, potem był pracownikiem dokumentacji naukowej Pracowni Konserwacji Zabytków w Krakowie. Od 1951 współpracował z „Tygodnikiem Powszechnym”, a po wznowieniu pisma wszedł w 1957 w skład kolegium redakcyjnego (pozostał w nim do 1992). Pisywał także pod ps. Tomasz Zych, Jan Żmuda, ojciec Malachiasz. Współpracował również z miesięcznikiem „Znak”.
Członek ZLP, SDP i Polskiego PEN Clubu, w 1978 laureat nagrody PEN Clubu im. Mieczysława Lepeckiego. Autor kilkunastu książek oraz wielu artykułów o tematyce biblijnej, liturgicznej, biograficznej oraz reportaży i felietonów. Był również autorem opracowań z dziedziny historii sztuki.
Jego żoną była historyk sztuki Teresa Witkowska-Żychiewicz. Ich córką jest Martyna Jakubowicz. Tadeusz Żychiewicz był katolikiem.
Zmarł 11 listopada 1994 roku w Krakowie. Pochowany został na cmentarzu parafialnym w Tyńcu.

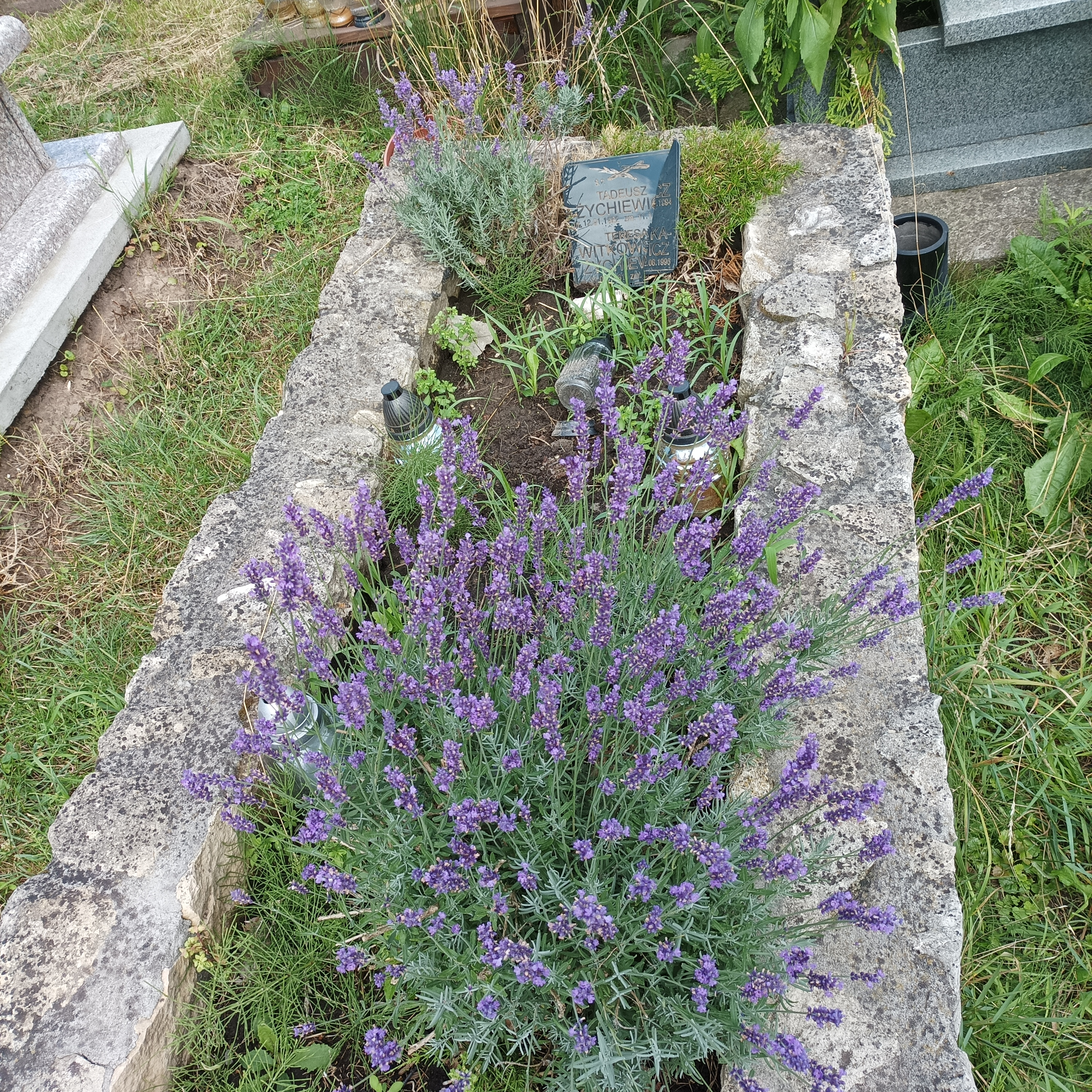
Grób Tadeusza Żychiewicza na tynieckim cmentarzu parafialnym

## Publikacje książkowe
- Poczta Ojca Malachiasza t. 1-3 (cykl artykułów, w których Żychiewicz wyjaśniał kwestie religijno-moralne[6])
- Cnoty i niecnoty (cykl artykułów)
- Dom Ojca: Rok Mateusza, Rok Marka, Rok Łukasza
- Dziesięcioro przykazań
- Ignacy Loyola
- Jajko miejscami świeże, czyli Pytania dla teologów
- Jozafat Kuncewicz
- Ludzie ziemi nieświętej (zbiór artykułów)
- Ludzkie drogi (zbiór publikacji w Tygodniku Powszechnym)
- Rok Łukasza
- Rok Marka
- Rok Mateusza
- Credo. Prawdy wiary w nauczaniu Biblii
- Stare Przymierze
- Stare Przymierze. Exodus
- Stare Przymierze. Genesis
- Stare Przymierze. Kohelet, Hiob, Syracydes
- Stare Przymierze. Prorocy: Izajasz, Jeremiasz, Ezechiel
- Stare Przymierze. Rut, Dawid, Salomon
- Żywoty
- Franciszek Bernardone – o świętym Franciszku z Asyżu

## Nagrody
- Nagroda Dziennikarska im. Bolesława Prusa[7]
- Nagroda im. Adolfa Bocheńskiego[7]
- Nagrody PEN Clubu (dwukrotnie)[7]